# جنگ خشم
جنگ خشم یا نبرد بزرگ آخرین نبرد در برابر مورگوت در دوره نخست است که در داستان‌های جی. آر. آر. تالکین روی می‌دهد. تالکین چندین نسخه از این نبرد روایت کرده‌است.
در ارباب حلقه‌ها در دورهٔ دوم، الروند در اتاق شورا میان آخرین همپیمانان الف و انسان، چنین مقایسه می‌کند:
شکوه و جلال پرچم هایشان را به خوبی به یاد می‌آورم … مرا به یاد شکوه روزگار قدیم و سپاه بلریاند می‌اندازد، بسیار شاهزادگان و فرماندهان بزرگ با هم متحد شدند. اما همچنان نه بسیار بودند و نه کافی بود، چرا که تانگورودریم سقوط کرد…

## نسخه سیلماریلیون از جنگ
برپایهٔ آنچه در سیلماریلیون گفته شده، در پایان سدهٔ پنجم پس از برآمدن خورشید، مورگوت توانسته بود هر که در مقابلش می‌ایستد را شکست دهد و در سرزمین میانی یگانه و شکست ناپذیر شده بود. ائارندیل که یک دریانورد بود، با نگین سیلماریل بر پیشانی به دنبال والینور می‌گردد و به آنجا می‌رود. او از والار می‌خواهد تا ببخشید و به انسان‌ها و الف‌های سرزمین میانی کمک کند.
والار با میانجی گری ائارندیل مجهز می‌شوند و به راه می‌افتند، ارتش وانیار و باقی ماندهٔ نولدور هم از آمان به سرزمین میانی می‌روند. به دستور اِلوینگ ملکه، تلری‌ها سپاه را با کشتی هایشان به حرکت درمی‌آورند اما در کشتی‌ها باقی می‌مانند، سپاه والینور از راه بلریاند به راه می‌افتد و با نیروهای مورگوت روبرو می‌شوند.
سپاه والار، سپاه اورک‌های ملکور را کامل شکست می‌دهند و بیشتر بلراگ‌ها را نابود می‌کنند. بسیاری از انسان‌ها با مورگوت مبارزه می‌کنند و باعث فرار آن‌ها به شرق سرزمین میانی می‌شوند. سپس سپاه والار به شمال، آنگباند می‌رود تا باقی ماندهٔ سپاه مورگوت را نابود کند. در آنجا ملکور آخرین و قوی‌ترین نیرویش یعنی اژدهایان را رها می‌کند. اژدهایان قبلاً هرگز دیده نشده بودند آن‌ها باعث عقبنشینی سپاه والار می‌شوند. سپس ائارندیل با کشتی اش وینگیلوته به همراه عقاب‌های توروندور، ارباب عقاب‌ها، به یاری آن‌ها می‌آید و عقاب‌ها در آسمان به جنگ اژدهایان می‌روند و بیشتر آن‌ها را نابود می‌کنند. ملکور دستگیر می‌شود و تاج آهنین اش شکسته می‌شود. اِئُنوه، منادی مانوه، دو نگین سیلماریل را از ملکور می‌گیرد و در نهایت والار، ملکور را در پوچی پشت دروازه شب زندانی می‌کند.
در طی این جنگ، رود سیریون از میان می‌رود همچنین بیشتر شمال و غرب سرزمین ارد لوئین تخریب می‌شود و به زیر آب دریا می‌رود.